# Wejście analogowe
Zasugerowano, aby zintegrować ten artykuł z artykułem sterownik PLC (dyskusja). Nie opisano powodu propozycji integracji.
Wejście analogowe – ogólnie przyjęta nazwa pojedynczego wejścia sterownika PLC dla standardowych sygnałów analogowych.
Przyjęte standardy to:
- 0...20 mA
- 4...20 mA
- 0...10 V

Wejścia analogowe służą do pomiarów m.in.: temperatury, ciśnienia, przepływu, obrotów, itp. Pomiary te odbywają się poprzez zamianę wartości np. temperatury na sygnał analogowy o wartości np. 0...10 V. Sygnały te są przetwarzane w sterowniku PLC i sterownik reaguje według ustalonego algorytmu poprzez wysterowanie odpowiednich wyjść cyfrowych lub analogowych.